# Злочини партизана у Другом светском рату
Партизански покрет је, као и остале стране у рату чинио тешке злочине, кршио правила рата и Женевску конвенцију. Стрељања цивила, оних који су сматрани за непријатеље и ратних заробљеника спровођена су током целог рата, од самог његовог почетка. Први масовни злочин над цивилним становништвом у Србији забележен је управо од стране партизанских јединица већ 31. јула 1941, у Ваљевском округу, у селу Гуњаци код Пецке, општина Осечина (М Радановић, Казна и злочин, Београд 2016, стр. 70). Поред масовних злочина у ваљевском крају су током лета и јесени 1941. године забележена су и бројна појединачна зверства (K. Николић, Н. Девић, В. Kривошејев, Ваљево под окупацијом у Другом светском рату, Ваљево 2021, 86-92).
Најдрастичнији су ипак примери злочина извршени на крају и непосредно по завршетку када је спровођен масован терор. Истраживања комунистичких злочина су вршена и у осталим државама бивше Југославије, док је Влада Србије основала Државну комисију за тајне гробнице убијених после септембра 1944. За нешто више од шест година рада државна комисија је поименично пописала око 60000 пострадалих. С обзиром на то да се Комисија у свом раду у највећој мери користила комунистичком архивском документацијом, а да значајан део те документације фали (око 30%) овај број може бити нешто већи.
Деценијама су се злочини у којима су жртве покоља бацане у крашке јаме приписивали само усташама. После пада комунизма постало је јасно да су и партизани масовне злочине вршили на овај начин. Најпознатији примери оваквих ликвидација су вршени у Црној гори и Херцеговини током такозваних левих скретања, као и у Словенији и Истри, такозване Фојбе.
Револуционарни покрети су по природи екстремистички и нетолерантни, а да ни партизански покрет није у томе никакав изузетак говори и следећи цитат дела писма Блажа Јовановића комесару Веселину Лаловићу:
"Према поузданом извјештају сада иде стално у Подгорицу код Станка Марковића једна мала плава дебела ђевојчица од 14-15 година са плавим капутом и плавом капуљачом, из Рогама. Она иде сада мјесто Буле Стаматовић о којој смо вам прије писали. Њу треба ухватити и саслушати, па ако је за ликвидацију и ликвидирати."
У Зборницима докумената и података НОР-а,  издаваним после 1945. године, могу се наћи бројна сведочанства убијања грађана или заробљених припадника ЈВуО. Ево двају таквих примера, први је из Саопштења штаба Дурмиторскога партизанског одреда од 9-га јануара 1942, а други је из извештаја о акцијама бабичкога партизанског одреда за месец децембар 1941 год. (Југоисточна Србија):
"Двадесет разбојника на челу са издајником Љубом Минићем побјегли су са Италијанима, а 70 шпијуна је ухваћено који ће бити сви стријељани. Стријељања су већ отпочела."

"У овом крају, око Бабичког и Јашуње створили смо потом скоро у свим селима НОФ а у Бабичком и у Градашници и сеоске десетине. За то време предузели смо чишћење терена од народних издајица. Стрељали смо неколико четника, једног недићевца, тројицу који су долазили у логор са намером да нас шпијунирају, једну жену шпијунку и два петоколонаша."

## Број жртава
Дуго се у научној и широј јавности спекулисало о броју страдалих у ратним и послератним чисткама у Србији и Југославији на вансудски или судски начин. Домаћи и страни истраживачи износили су контроверзне процене о броју жртава ‚‚дивљег чишћења’’ у Југославији. Гроф Николај Толстој је на пример наводио број од невероватних 350.000 лица убијених током 1944–1945. у Југославији. Мајкл Лиз, британски историчар наклоњен покрету Драгољуба Михаиловића, процењује на око 250.000 жртава у Југославији и око 100.000 у Србији. Др Љубо Сирц, професор политичке економије на Глазговском универзитету и директор Центра за проучавање комунистичких економија, који је и сам био у партизанима, процењује жртве током 1944–1945. чак на 300.000 лица. За разлику од њих Марк Вилер, износи неупоредиво скромнију процену од свега 40.000 у целој Југославији, а Фицрој Меклејн у својим мемоарима наводи тек нешто преко 2.000 жртава у Београду.
Лицитација бројевима жртава у Србији умногоме је била одређена супротстављеним идеолошким погледима истраживача, будући да се радило о теми са још увек јаким политичким набојем,  великом броју жртава и у то време тешко проверљивим наводима услед недоступности релевантних полицијско-безбедносних извора. Око броја жртава често се спекулисало у јавности а зависно од политичке призме број жртава је или преувеличаван или умањиван или чак и негиран. Можда најприближнију процену у светлу најновијих прецизнијих истраживања дао је ипак швајцарски историчар Михаел Портман, консултујући многобројне и различите изворе и процене, закључује да је најприближнији број убијених у политичким обрачунима 1944–1950. око 180.000 у Југославији, од чега у Србији близу 75.000 и то Срба око 20.000 (10.000 само у Београду), као и 50.000 немачких  цивила (већим делом страдалих у логорима) и око 5.000 мађарских цивила. Ту додаје и близу 3.000 легално погубљених.  Ова процена уз нешто мало прецењен број фолксдојчера а потцењен број Срба и осталих донекле је потврђена најновијим архивским истраживањима.